# 王宇信
王宇信（1940年5月—2023年11月7日），汉族，北京平谷人，中国社会科学院历史研究所的研究员，中国社会科学院荣誉学部委员。1964年毕业于北京大学历史系考古专业。